# Haegemonia: Legions of Iron
Haegemonia: Legions of Iron (с англ. — «Гегемония: Железные легионы») или Hegemonia: Legions of Iron (в США) — космическая стратегия реального времени от Digital Reality, выпущенная компаниями DreamCatcher Games в США и Wanadoo в Европе.

## Обзор игры

Планета Земля

Все действия в Hegemonia: Legions of Iron происходят в открытом космосе. Опираясь на колонизированные планеты, игрок создаёт космической флот, который можно использовать для расширения своей космической империи. В режиме кампании постепенно раскрываются возможности, заложенные в игру: строительство космофлота и его применение в бою, колонизация и захват планет, исследования, шпионаж и т. д. Изначально действия происходят в пределах Солнечной системы, однако затем появляется возможность путешествовать между системами. В игре есть герои, которые могут давать различные бонусы (повышенная точность стрельбы, ускорение роста населения и т. п.). Игрок сам решает куда назначать героев — на планеты, корабли или базы.
Все корабли разделяются на три класса: боевые, шпионские и специальные. Количество кораблей в каждом классе жёстко лимитировано, поэтому часто приходится соблюдать баланс между кораблями в каждой группе.

## Дополнение
Из-за успеха игры, Digital Reality выпустили официальное дополнение под названием «The Solon Heritage» (рус. Наследие солонов), добавляющее некоторые новшества, не присутствующие в игре, а также исправляющий некоторые игровые проблемы. Например, был добавлен режим «Skirmish», программы для модификаций, а «проблема больших пробелов» отсутствует. Но дополнение было не очень успешным из-за отсутствия новой кампании. Из-за проблем с контрактом (Wanadoo была продана) дополнение не было выпущено в США.
В России дополнение было выпущено всё теми же 1С и Nival Interactive. Дополнение представляет собой самостоятельную игру, поэтому никаких исправлений в оригинал он не вносит (даже если оригинал установлен пользователем ранее).

## Рецензии
| Сводный рейтинг       | Сводный рейтинг       |
| Агрегатор             | Оценка                |
| --------------------- | --------------------- |
| GameRankings          | 79,12 %               |
| Metacritic            | 75 / 100 (15 обзоров) |
| MobyRank              | 82 / 100              |
| Иноязычные издания    |                       |
| Издание               | Оценка                |
| AllGame               | [ 5 ]                 |
| CVG                   | 8,2 / 10              |
| GameSpot              | 7,9 / 10              |
| GameSpy               | [ 8 ]                 |
| IGN                   | 8,2 / 10              |
| Русскоязычные издания |                       |
| Издание               | Оценка                |
| Absolute Games        | 75 %                  |
| PlayGround.ru         | 8,5 / 10              |
| «Домашний ПК»         | [ 12 ]                |
| «Игромания»           | 8,5 / 10              |
| «Страна игр»          | 8,5 / 10              |